# Onafhankelijke Partij Alkmaar
De Onafhankelijke Partij Alkmaar (OPA) is een lokale politieke partij die actief is in gemeente Alkmaar. De politiek leider is Victor Kloos. Hij is raadslid van de gemeente Alkmaar sinds 2 september 1996. Aanvankelijk was hij lid van de fractie van Stadsbelang. Na een conflict met de heer A.C. Lind, leider van Stadsbelang, traden de heren V.H. Kloos, A.M. Godijn en J.J.A. Brons uit de fractie. Bij de gemeenteraadsverkiezingen van 2002 waren de leden van OPA voor de eerste maal verkiesbaar. Kloos en Godijn werden dat jaar de eerste wethouders voor de partij.  

## Volksvertegenwoordiging
De partij heeft bij verschillende verkiezingen de volgende resultaten behaald:
| Jaar | Stemmen | %     | Zetels  |
| ---- | ------- | ----- | ------- |
| 2002 | 7.779   | 19,70 | 8 / 37  |
| 2006 | 7.524   | 14,27 | 5 / 37  |
| 2010 | 6.025   | 16,07 | 7 / 37  |
| 2014 | 7.998   | 22,14 | 10 / 39 |
| 2018 | 7.269   | 15,32 | 6 / 39  |
| 2022 | 5.141   | 11,14 | 5 / 39  |